# Plateumaris discolor
Plateumaris discolor es una especie de insecto coleóptero de la familia Chrysomelidae.
Fue descrita científicamente en 1795 por Panzer.